# Ferdinando Mori
Pour les articles homonymes, voir Mori.
Ferdinando Mori, né en 1782 à Rome et mort en 1852 à Naples, est un graveur et dessinateur néoclassique italien.

## Biographie
Ferdinando Mori est né en 1782, mais le dictionnaire d'Emmanuel Bénézit place sa naissance vers 1775,. Il est élève de Francesco Piranesi et grave d'après les sculptures de Bertel Thorvaldsen.
Il travaille à Naples, où il meurt en 1852.

## Œuvres

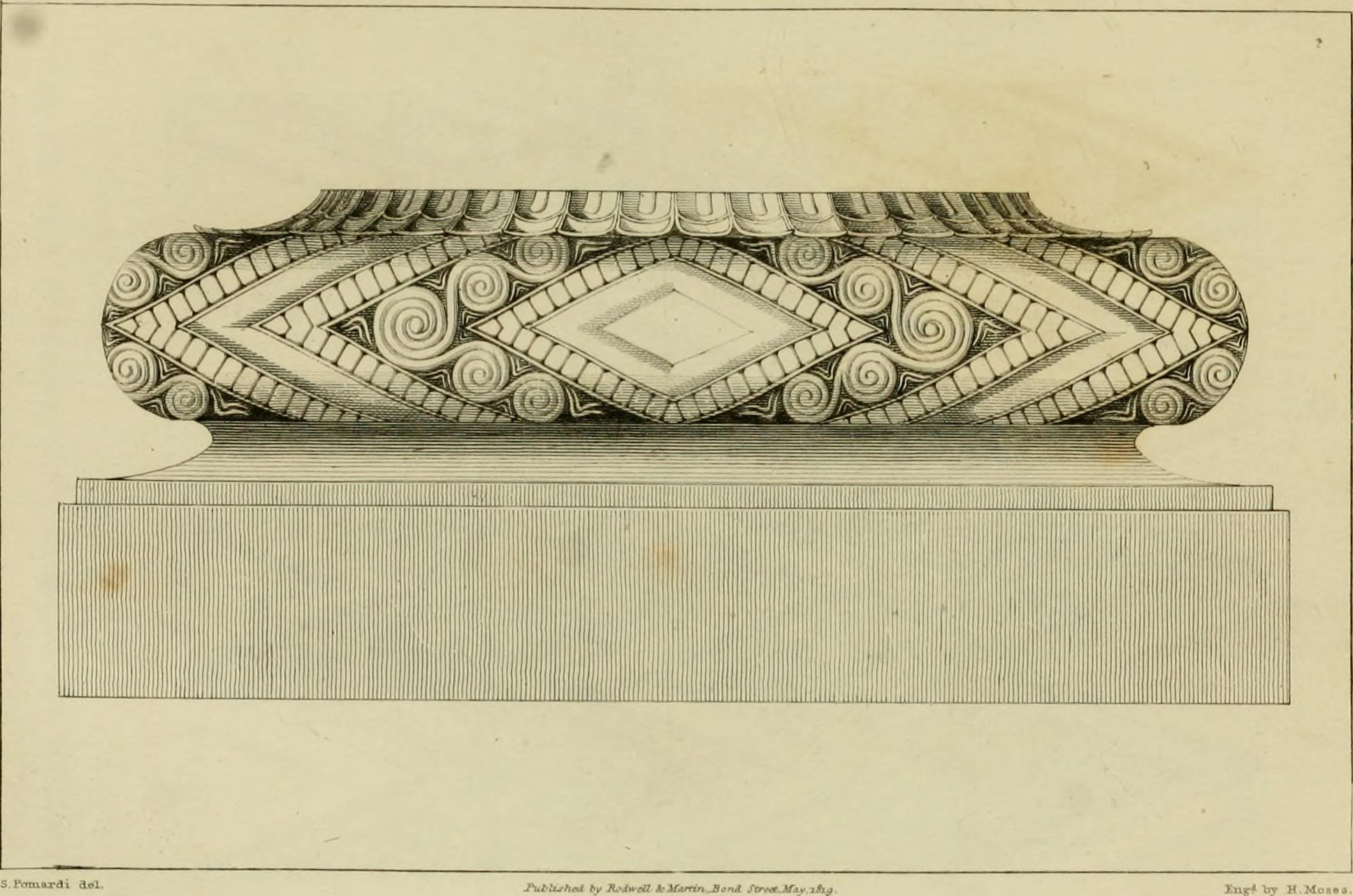
Exemple de dessin réalisé avec Edward Dodwell (vers 1819).

Mori a réalisé plusieurs dessins pour Edward Dodwell. On retrouve plusieurs dizaines de dessins faits avec Dodwell de mobilier et de vêtements réalisés vers 1805-1806 au British Museum. En 1811, il réalise à Rome un livre illustré de croquis d'après Thorvaldsen, imprimé par Franz et Johannes Riepenhausen. En 1840, il réalise à Naples avec Francesco Pisante et Luigi Angelini (it) un autre recueil de gravures, cette fois des artistes José de Ribera, Luca Giordano, Andrea Vaccaro, Giovanni Lanfranco, Carlo Maratta et Guido Reni.
Ouvrages illustrés :
- (fr) J. M. Le Riche, Teodoro Witting, Friedrich Salathé, Ferdinando Mori, J. M. Darmet, Vues des monumens antiques de Naples, gravées à l'aqua-tinta, Paris : T. Bruère, 1827 (lire en ligne sur Commons).
- (fr) Charles Othon Frédéric Jean-Baptiste de Clarac, Ferdinando Mori, Fouille faite à Pompei en présence de S.M. la reine des Deux Siciles, le 18 mars 1813, 1813 (lire en ligne sur Commons).
- (it) Ricordi di alcuni rimarchevoli oggetti di curiosità e di belle arti di Napoli ed altri luoghi del regno, 1837 (lire en ligne sur Commons).